# Gold (2022)
Gold és una pel·lícula de thriller de supervivència australiana del 2022 dirigida per Anthony Hayes. És protagonitzada per Zac Efron, Susie Porter i el mateix Hayes. La pel·lícula va rebre una estrena limitada als cinemes el 13 de gener de 2022, abans de debutar al servei de reproducció en línia Stan el 26 de gener de 2022. Va rebre comentaris positius de la crítica. S'ha doblat i subtitulat al català amb la distribució de Youplanet Pictures.

## Sinopsi
Dos homes troben una mina d'or, la més gran mai trobada, mentre viatgen pel desert australià. Sucumbeixen a la cobdícia de ser milionaris i, ràpidament, tramen un pla per a protegir, excavar i extreure tot l'or possible abans que el clima i els perills posin fi a les seves vides.

## Repartiment
- Zac Efron com a Virgil
- Anthony Hayes com a Keith
- Susie Porter com l'estranya i la germana de l'estranya
- Andreas Sobik com a encarregat d'avançada